# Juazeiro do Norte
Juazeiro do Norte – miasto w północno-wschodniej Brazylii, w południowej części stanu Ceará. Około 225,3 tys. mieszkańców.
W mieście rozwinął się przemysł spożywczy oraz włókienniczy.